# Понеділкування
Понеді́лкування — український звичай жінок та дівчат постити у понеділок, а також звичай одружених жінок не виконувати важкої роботи в понеділок і такої, що вимагала тривалого часу, наприклад, прядіння.

## Постування
Постування у понеділок дотримувалися здебільшого жінки та дівчата. Жінки понеділкували, молячи Бога про щастя в подружньому житті. А дівчата — щоб пошлюбити доброго хлопця.
На початку XX століття український етнограф Микола Сумцов констатував відмирання звичаю постування: «Додержання посту в понеділок… нині місцями практикується старими жінками з приурочуванням давнього звичаю до святого понеділка». 
У 1929 році в селі Княжичі Броварського району Київської округи Української РСР жила бабуся, яка дотримувалася звичаю понеділкування — щороку постила 12 понеділків.

### «Понеділкування»в літературі
- Іван Котляревський згадує звичай «понеділкування» у поемі 1798 року «Енеїда»:

Іди, небого, не журися,
Попонеділкуй, помолись.
Все буде так, як я сказав.
- Іван Нечуй-Левицький згадує звичай у повісті 1870 року «Хмари»:

«— Дякую вам! Я понеділкую! — промовила трохи гордо панія Висока. — Сьогодні понеділок!
— Вибачайте, коли так. І ви цілий рік понеділкуєте?
— От і цілий рік! У вас в Києві поведенція на все сільське, а не знаєте, як на селі поводиться в нас. Од великодня до святого Духа ніхто не понеділкує...
— От я хоч і держуся сільської поведенції, але не дуже люблю сільське понеділкування й усякі сільські забобони, — промовив молодий Радюк...
— Бачте, Павле Антоновичу! смієтесь ви з мене, що я понеділкую, глузуєте з середи та з п'ятниці... Бачте! от і недобре виходить. От бог і карає коли не вас, то тих, що близькі до вас! — докоряла панія Макуха».

## Уникання важкої роботи

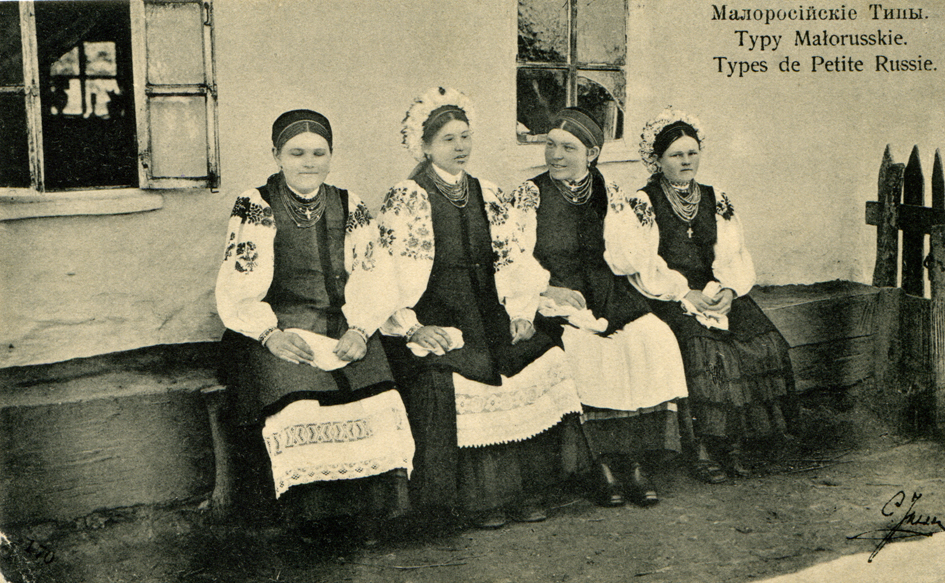
Листівка часів Російської імперії із серії «Малоросійські типи», до 1917 року

Жіноче право на понеділкування належало до передшлюбних домовленостей. Під час сватання батьки молодої озвучували сватам посаг, який дають за донькою, і домовлялися про її понеділкування, тобто, право не бути примушеною ні до якої роботи в понеділок. Також і дівчина могла, перед тим, як дати згоду на заручини, запитати жениха, чи зможе вона понеділкувати. У разі відмови — могла, не зважаючи на батьківську згоду, відмовити жениху.
Згідно з традицією, у понеділок одружена жінка, не питаючи дозволу, також могла відлучитися з дому на цілий день. Вирушаючи на понеділкування, жінки брали сало, крупу, яйця, масло чи інші продукти і готували собі їсти, веселилися, пряли або вишивали.
Микола Чернишов у журналі «Киевская старина» за квітень 1887 року (№ 4) зробив спробу пояснити звичай понеділкування за аналогією зі стародавньою формою часткового укладення шлюбу — «шлюбу на три чверті» — звичаю деяких арабських племен, коли під час укладання шлюбної угоди чоловік, відповідно розміру викупу, який платить за жінку, дістає право на шлюб тільки на два, три, чотири дні на тиждень, і тільки у цих межах може вимагати від неї шлюбних обовязків і вірності. В українському понеділкуванні початковий сексуальний, або, як її назвав Чернишов, «еротичний», підтекст, на думку дослідника, зник, і лишилась тільки економічна/трудова складова — свобода від примусу до праці.

### «Понеділкування»в Борисполі
Звичай понеділкування жінок міста Бориспіль Переяславського повіту Полтавської губернії Російської імперії (тепер — центр Бориспільського району Київської області України) описаний в історичному журналі «Киевская старина» за січень 1887 року — у статті «Святкування понеділка у Малоросії». Щоб мати гроші на понеділкування, бориспільські жінки продавали щось із «жіночого» господарства: «дробину» (дрібну домашню птицю), городину, коноплі чи льон, борошно, крупи, молочні вироби (скопи) чи сало. Зазвичай, вся виручка від продажу «жіночих» товарів належала дружині і призначалася для посагу дочок. Але в понеділок бориспільскі жінки могли взяти невелику кількість (торбинку або кошик) борошна, гороху, квасолі чи іншого «жіночого» товару та продати його на базарі, щоб мати гроші на понеділкування. Після продажу — робили необхідні закупи і йшли загальною компанією відпочивати. У теплу пору — розташовувалися на свіжому повітрі, а взимку — в хаті однієї із жінок. Зазвичай, жінка залишалася в компанії на цілий день, залишивши домашні турботи на чоловіка чи доньку. Автор статті відзначає: «п'янство в Борисполі настільки вкоренилось, що деякі баби не просто «понеділкують», а відверто пиячать».